# Sirio Solazzi
Siro Solazzi (Jesi, 29 aprile 1875 – Napoli, 30 novembre 1957) è stato un giurista italiano.

## Biografia
Diversamente dal padre, Pietro, al quale è mancato il completamento del percorso universitario — anche perché assorbito dalla causa patriottica tra Montecarotto e Jesi —, il cursus studiorum del giovane Solazzi si dimostra decisamente promettente e duraturo. Dopo gli studi ginnasiali si iscrive all'Università di Roma, dove si laurea in Giurisprudenza. Accoglie i suggerimenti del proprio maestro Vittorio Scialoja, che lo invita a dedicarsi allo studio del diritto romano, disciplina che lo accompagnerà per il resto della vita. Si iscrive al Partito Socialista Italiano, convinto assertore della corrente di Filippo Turati. Diventa dirigente della sezione socialista di Jesi e nel 1908 è eletto al Consiglio comunale. La sua candidatura alle elezioni alla Camera dei deputati nel 1913 se appare scontata per molti, non lo è invece per la direzione del partito che preferisce per il collegio uninominale jesino l'avvocato Alessandro Bocconi e lascia a Solazzi il compito di organizzargli la campagna elettorale.
Abbandona la politica per dedicarsi esclusivamente all'insegnamento e all'attività scientifica. Dopo i primi incarichi nelle Università di Urbino (1900), di Macerata (1904) e di Modena (1909), arrivano le cattedre negli Atenei di Pavia (1917) e di Napoli (1927).
La sua produzione scientifica ancora oggi risulta apprezzata dal mondo accademico.
Muore a Napoli il 30 novembre 1957, a sei anni dal suo ingresso nell'Accademia Nazionale dei Lincei.